# Keep Yourself Alive
„Keep Yourself Alive“ е песен на британската рок група Куийн. Тя е написана от китариста Брайън Мей и е първата песен в дебютния албум на групата Queen (1973), както първият издаден сингъл заедно със „Son and Daughter“. „Keep Yourself Alive“ до голяма степен е игнорирана след издаването си, и не успява да влезе в нито една класация от двете страни на Атлантическия океан.

## Списък с песните
7" (Издание от 1973 в ОК)
1. Keep Yourself Alive (Брайън Мей) – 3:47
2. Son and Daughter (Брайън Мей) – 3:21

7" (Издание от 1975 в САЩ)
1. Keep Yourself Alive (Брайън Мей) – 3:47
2. Lily Of The Valley (Фреди Меркюри) – 1:43
3. God Save the Queen (Брайън Мей) – 1:11

## Музиканти
- Фреди Меркюри: вокали, пиано, задни вокали
- Брайън Мей: ритъм китари, задни вокали
- Джон Дийкън: бас китара, задни вокали
- Роджър Тейлър: барабани, задни вокали

|  | Тази страница частично или изцяло представлява превод на страницата Keep Yourself Alive в Уикипедия на английски. Оригиналният текст, както и този превод, са защитени от Лиценза „Криейтив Комънс – Признание – Споделяне на споделеното“, а за съдържание, създадено преди юни 2009 година – от Лиценза за свободна документация на ГНУ. Прегледайте историята на редакциите на оригиналната страница, както и на преводната страница, за да видите списъка на съавторите. ВАЖНО: Този шаблон се отнася единствено до авторските права върху съдържанието на статията. Добавянето му не отменя изискването да се посочват конкретни източници на твърденията, които да бъдат благонадеждни. |